# EUV-Lithografie
EUV-Lithografie (auch kurz EUVL) ist ein Fotolithografie-Verfahren, das elektromagnetische Strahlung mit einer Wellenlänge von 13,5 nm (91,82 eV) nutzt, sogenannte extrem ultraviolette Strahlung (englisch extreme ultra violet, EUV).
EUV-Lithografie ermöglicht es, nach Ausreizen bisheriger Belichtungsmethoden die Strukturverkleinerung in der Halbleiterindustrie fortzusetzen, um kleinere, effizientere und schnellere integrierte Schaltkreise herstellen zu können.

## Hintergrund und wesentliche Probleme
Die EUV-Lithografie kann als Weiterführung der optischen Lithografie mit kleineren Wellenlängen angesehen werden.
Der Technologiesprung von den um 2008 verwendeten 193-nm-Belichtungsanlagen zu 13,5 nm erfordert die Lösung einer ganzen Reihe technischer Probleme.
Im Februar 2008 präsentierten IBM und AMD die erste vollständige Belichtung eines Wafers mit EUVL mit einem realen Chip in 45-nm-Technologie. Technische Details wurden nicht veröffentlicht.
Die Verringerung der Wellenlänge bringt eine Vielzahl von Herausforderungen und technologischen Änderungen mit sich, die weitaus komplexer sind als bei den bisherigen Verringerungen der Wellenlänge, beispielsweise von 248 nm (KrF-Excimerlaser) auf 193 nm (ArF-Excimerlaser). Neben Problemen, die bei jeder Wellenlängenverringerung auftreten, wie Bereitstellung von hochwertigen und stabilen Strahlungsquellen ausreichender Strahlungsleistung oder einem Fotolacksystem, das den hohen Anforderungen an die Auflösung und Ätzresistenz gerecht wird, kommen bei der EUV-Lithografie vor allem folgende Herausforderungen neu hinzu:
- Die hohe Absorption bringt es mit sich, dass keine refraktiven Optiken, z. B. Linsen, verwendet werden können, stattdessen müssen Spiegeloptiken (Optiken, deren optische Bauelemente Spiegel sind) eingesetzt werden. Die Masken müssen ebenfalls stark reflektierende (rund 70 %) Oberflächen besitzen und unterscheiden sich somit von den konventionellen Belichtungsmasken.
- Laser sind nicht mehr als Lichtquellen verfügbar, so dass Plasmaquellen verwendet werden müssen, die Rückstände in das System einbringen und schlechtere Eigenschaften als Laser haben.
- Die EUV-Technik stellt aufgrund der Rayleigh-Streuung an die Formtreue der Masken, Spiegel und der zu belichtenden Materialien viel höhere Anforderungen bezüglich der Oberflächenrauheit (0,25 nm).
- Mit ihrer sehr kurzen Wellenlänge von 13,5 nm wird die EUV-Strahlung schon von Luft und von den meisten Materialien stark absorbiert.[2] Die mittlere Absorptionslänge in Luft liegt unter einem Millimeter, somit wird die Verwendung von Vakuum unumgänglich.

## EUV-Lithografiesysteme
Ein EUV-Lithografiesystem besteht vereinfacht aus folgenden Elementen:
- Strahlungsquelle mit Schutz vor Rückständen und Kollektor
- abbildende Optik und Maske
- Wafer mit Fotolack

### Strahlungsquelle
EUV-Strahlung wird bei der Erzeugung von Plasmen frei. Solche Plasmen werden in Gasen durch starke elektrische Entladungen (englisch gas discharge produced plasma, GDPP) oder durch Fokussierung von Laserstrahlung (englisch laser-produced plasma, LPP, LPP-Strahlungsquelle) erzeugt. Je nach Art des Mediums liegt ein Teil des emittierten Strahlungsspektrums im gewünschten Bereich von 2 % Bandbreite der Zentralwellenlänge 13,5 nm. Als Medium wurde zunächst Xenon verwendet, wegen einer höheren Konversionseffizienz konnte sich Zinn (vgl.) durchsetzen. Diese Technik wurde in den letzten Jahren von den drei wichtigsten Firmen auf diesem Gebiet Xtreme Technologies (Ushio Lighting), Cymer (heute Teil von ASML und das aktuell verwendete System) und Gigaphoton kontinuierlich weiterentwickelt.
Die Lichtdosis, die auf den Fotolack einfällt, hat direkten Einfluss auf die Prozessdauer und somit den Waferdurchsatz. Laut Literatur wurde für die erste Generation von EUV-Lithografieanlagen eine Strahlungsleistung von ca. 100 W im Bereich von 13,5 nm benötigt, um einen ausreichend hohen und halbwegs ökonomischen Durchsatz von ca. 60 Wafern pro Stunde für 28-nm-Produkte und darunter zu gewährleisten. 2016 stellte ASML ein Laborsystem mit einer Strahlungsleistung von 210 W vor.
In aktuellen Vorrichtungen werden zunächst 50.000 Zinntropfen pro Sekunde erzeugt. Diese Tropfen mit einem Durchmesser von 25 Mikrometern fallen in eine Vakuumkammer, in der ihre Position mittels einer Hochgeschwindigkeitskamera gemessen wird. Jeder Tropfen wird dann zuerst von einem Laser-Vorpuls getroffen, der ihn in eine pfannkuchenartige Form bringt, um dann im folgenden Schritt mit dem Hauptpuls-Laser in Plasma umgewandelt zu werden, das EUV-Licht mit einer Wellenlänge von 13,5 Nanometern emittiert.

#### Schutz vor Rückständen
Das in der Strahlungsquelle erzeugte Plasma besteht aus Ionen und Elektronen, die sich mit großer Geschwindigkeit bewegen. Um zu verhindern, dass diese Plasmateilchen Schäden an den verwendeten Optiken verursachen, werden sie abgefangen (Folienfallen, Puffergas) oder es werden Reinigungsverfahren (chemische Prozesse oder thermische Verfahren) für betroffene Optiken angewendet.
Trotzdem kommt es zu einer stetigen Verschmutzung der Spiegeloberflächen, die eine Reinigung im Abstand von etwa 100 Stunden notwendig macht. Diese im Vergleich zur 193-nm-Lithografie kurzen Intervalle steigern den Wartungsaufwand und vermindern infolgedessen den Durchsatz.

#### Kollektor
Das Plasma in der Quelle emittiert Strahlung in alle Raumrichtungen. Damit diese Strahlung für einen Belichtungsprozess nutzbar wird, muss ein möglichst großer Teil davon durch eine Sammeloptik (Kollektor) in Richtung der eigentlichen Lithografieanlage reflektiert werden. Für Quellen nach dem GDPP-Prinzip (engl. gas-discharge produced plasma) werden angepasste Wolter-Teleskope verwendet, in denen die Strahlung unter streifendem Einfallswinkel reflektiert wird. Für LPP-Quellen (engl. laser-produced plasma) kommen Bragg-Spiegel aus Molybdän und Silizium bei nahezu senkrechtem Einfallswinkel zum Einsatz.
Als optische Schnittstelle zur Lithografieanlage ist ein Zwischenfokus definiert (engl. intermediate focus, IF), an dem mindestens 100 W EUV-Strahlung (2 Prozent spektrale Bandbreite) zur Verfügung gestellt werden müssen.

### Abbildende Optik und Maske
Durch ein komplexes optisches System von sechs oder mehr Spiegeln wird die Strahlung für den eigentlichen Belichtungsprozess vorbereitet. Für EUV-Strahlung kommen Bragg-Spiegel (engl. multilayer mirror) zum Einsatz, die aus einer großen Anzahl (z. B. 50 oder 100) von Molybdän/Silizium-Schichtpaaren bestehen. Die Möglichkeit solche Mo-Si-Spiegel herzustellen und ihr im Vergleich hoher Reflexionsgrad sind einer der Gründe für die Wahl der Wellenlänge von 13,5 nm. Einer Alterung der Spiegel durch Diffusion der Atome von einer Schicht in eine andere kann durch Zwischenschichten von einigen Atomlagen Dicke vorgebeugt werden. Die Oberfläche des Bragg-Spiegels wird durch eine Schutzschicht (engl. capping layer) geschützt. Die Anforderungen an die Ebenheit – ca. 2 nm für einen Spiegel mit 30 cm Durchmesser – der Spiegelsubstrate und die Qualität der Schichten sind enorm und stellen technologische Herausforderungen dar. Der theoretisch erreichbare Reflexionsgrad dieser Spiegel liegt bei etwa 72 Prozent, in einem Sechs-Spiegel-System gehen damit mehr als 86 Prozent der Strahlung an diesen Spiegeln verloren. Daher müssen zum einen ausreichend starke Strahlungsquellen – Quellen mit 100 W Strahlungsleistung bei 13,5 nm werden vermutlich in der ersten Generation von EUV-Anlagen benötigt – zur Verfügung stehen, zum anderen kann nur eine sehr begrenzte Anzahl optischer Elemente genutzt werden. Aufgrund der hohen Strahlungsleistungen und der hohen Absorption muss das System zudem stärker gekühlt werden als konventionelle Systeme – trotz der Vorgaben bezüglich konstanter Temperatur.
EUV-Strahlung wird vor allem an den inneren Orbitalen der Atome absorbiert. Die relativ hohe Absorption an Sauerstoff-, Argon- oder Stickstoff-Atomen bedeutet zudem, dass die Strahlung bereits im optischen System merklich abgeschwächt wird. Daher muss sich das ganze optische System, von der Quelle bis zum Wafer, zumindest in einem schwachen Vakuum befinden. Dies erhöht den technischen Aufwand gegenüber 193-nm-Lithografiesystem weiter.
Da für EUV-Strahlung keine transparenten Medien zur Verfügung stehen, wird die Lithografiemaske ebenfalls als Bragg-Spiegel ausgeführt, der in seiner Oberfläche ein Bild der herzustellenden Strukturen trägt. Dazu wird eine absorbierende Schicht aus Chrom oder Tantalnitrid an der Maskenoberfläche mittels Trockenätzverfahren strukturiert. Eine besondere Schwierigkeit liegt in der defektfreien Ausführung der Maske. Sowohl Strukturierungsfehler in der Absorberschicht als auch Defekte in den darunterliegenden Multilagen können zu Abbildungsfehlern führen. Kritische Defektgrößen liegen dabei deutlich unter 30 nm. Wird durch ein Partikel unterhalb der Multilagen die Ebenheit der Schichten verändert, kann ein Phasendefekt entstehen. Befindet sich dagegen ein Partikel im oberen Bereich der Multilagen, entsteht durch die Absorption des Partikels ein Amplitudendefekt. Defekte in den Multilagen können häufig nur unter EUV-Strahlung detektiert werden, wodurch die Maskeninspektion sehr aufwendig wird. Die Defektfreiheit der Multilagen der Maske ist eine der größten technologischen Herausforderungen der EUV-Lithographie.
Aufgrund des schrägen Einfalls der EUV-Strahlung (typischerweise 5° gegenüber der Oberflächennormale) entsteht durch Unebenheiten der Maskenoberfläche ein lateraler Versatz des Maskenbildes, der zu Lagefehlern der abbildenden Struktur auf der Waferoberfläche führt. Die Masken müssen daher eine Ebenheit von kleiner als 50 nm haben, wodurch die Herstellung der Maskensubstrate sehr aufwendig und teuer wird.

### Wafer und Fotolack
Von der Maske wird die Strahlung auf den mit einem geeigneten Fotolack (Resist) beschichteten Wafer reflektiert. Die chemischen und photochemischen Eigenschaften des Fotolacks bestimmen wesentlich die Qualität der herstellbaren Strukturen. Gewünscht ist eine hohe Empfindlichkeit für EUV-Strahlung, eine hohe Auflösung und eine geringe Kantenrauigkeit, die 3σ-Abweichung der vorhergesagten Linienkante, z. B. 1,5 nm für den 45-nm-Technologieknoten. Die wesentliche Herausforderung besteht darin, diese Eigenschaften gleichzeitig mit einem Fotolack zu realisieren. Der Fotolack wird nach der Belichtung in einer Prozesskette entwickelt, um schließlich die gewünschten Strukturen zu erhalten.
In der (konventionellen) Fotolithografie werden typischerweise langkettige organische Polymere als Fotolacke verwendet. Durch die Strahlung wird im sogenannten Fotosäuregenerator (engl. photo-acid generator, PAG) ein Proton freigesetzt, das mit organischen Schutzgruppen in den Polymerseitenketten reagiert. Hierdurch wird die Löslichkeit des belichteten Polymers erhöht, so dass die belichteten Bereiche durch ein organisches Lösungsmittel (Entwickler) entfernt werden können. In diesem Fall handelt es sich um einen sogenannten Positivlack, da die belichteten Strukturen entfernt werden. Alternativ können Negativlacke eingesetzt werden, bei denen durch strahlungsinduzierte Quervernetzung der Polymerketten die Löslichkeit der belichteten Bereiche reduziert wird. Diese Lacke erzielen jedoch typischerweise eine geringere Auflösung als die Positivlacke.
Aufgrund der hohen Energie der EUV-Photonen tragen pro Fläche nur wenige Photonen zur Belichtung bei. Eine zu hohe Empfindlichkeit der Lacke führt daher zu einer Erhöhung der Kantenrauhigkeit aufgrund statistischer Shot-Noise-Effekte. Bei den geforderten Kantenrauhigkeiten im Bereich von einem Nanometer werden außerdem bereits die mittleren Längen der Polymerketten erreicht, so dass die molekulare Struktur der Lacke limitierend für die Kantenrauhigkeit ist. Aus diesem Grund werden auch kurzkettige Polymere als EUV-Lacke untersucht. Diese können jedoch zu einem erhöhten Ausgasen im Vakuum führen. Dadurch besteht die Gefahr, dass die Spiegeloptik durch eine Kohlenstoffschicht kontaminiert wird und die Transmission der Optik deutlich reduziert wird.
Die Absorption der Strahlung ist bei der EUV-Lithografie allgemein ein wichtiges Thema. Verantwortlich dafür sind nicht nur die verhältnismäßig geringen Strahlungsleistungen heutiger EUV-Quellen und der geringe Absorptionsquerschnitt, der generell mit der Wellenlänge abnimmt, sondern auch der Umstand, dass die Absorption in diesem Wellenlängenbereich hauptsächlich an den inneren Orbitalen der Atome erfolgt. Daher hängt die Absorption vor allem von der elementaren und nicht der molekularen Zusammensetzung der Fotolacke ab. So zeigen Sauerstoff und Fluor einen der höchsten Absorptionskoeffizienten für EUV-Strahlung. Die Entwicklung von EUV-Fotolacken ist damit relativ kompliziert, da bestehende chemisch verstärkte hochauflösende Fotolacke nicht wirklich geeignet sind.
Die relativ hohe Absorption an Sauerstoff-, Argon- oder Stickstoff-Atomen bedeutet zudem, dass die Strahlung bereits im optischen System merklich abgeschwächt wird und daher Vakuum eingesetzt werden muss (siehe auch Abschnitt Abbildende Optik und Maske).
Bei einer hohen EUV-Absorption der Fotolacke müssen die Lackschichten dünner als ca. 100 nm sein. Diese Anforderung stellt für die Strukturierung der Wafer eine große Herausforderung dar, da während des Trockenätzens des Wafers auch die Dicke der Lackschicht reduziert wird. Die Ätzresistenz des entwickelten Lacks spielt daher ebenfalls eine wichtige Rolle. Je nach Anwendung müssen daher unter Umständen Mehrlagenfotolacke zur Strukturierung verwendet werden.

## Hersteller und praktischer Einsatz
Die ersten EUV-Anlagen für die Serienproduktion wurden 2017 von ASML an Kunden ausgeliefert. Stand 2022 ist ASML weiterhin der einzige Hersteller von EUV-Anlagen. Die wichtigsten Kunden für EUV-Belichtung sind die Chiphersteller TSMC, Intel und Samsung. Samsung begann mit der Herstellung der ersten „7LPP“-Chips, bei denen einzelne Fertigungsschritte mit EUV-Belichtung durchgeführt wurden, im Jahr 2018. TSMC folgte 2019 mit der Auslieferung erster „N7+“-Chips. Intel plant 2022, erste mit EUV-Belichtung hergestellte Chips in „Intel 4“-Technologie auszuliefern.

## Weiterentwicklung des Verfahrens
Seit geraumer Zeit arbeiten Forschungseinrichtungen und Unternehmen wie ASML an der Weiterentwicklung von EUV-Lithografie mittels größerer numerischer Aperturen und anamorpher Linsen. Das High-NA EUV genannte Verfahren soll unter Inkaufnahme von Geschwindigkeitsverlusten in der Fertigung die weitere Miniaturisierung erlauben. Des Weiteren existieren Proof of Concepts zur Verringerung der notwendigen Spiegelzahl.
Um März 2025 soll Huawei den Testbetrieb eines chinesischen EUV-Systems aufgenommen haben. Die Strahlungserzeugung via Laser-induced Discharge Plasma (LDP) soll dabei gegenüber der bisher kommerziell dominierenden LPP-Variante deutlich energieeffizienter erfolgen.
Die absehbare Verkürzung von Verfahrenszeiten durch die Optimierung der Fotolackprozesse wird als Hyper-NA EUV bezeichnet.

## Auszeichnungen
2020 wurden Peter Kürz (Carl Zeiss SMT), Sergiy Yulin (Fraunhofer-Institut für Angewandte Optik und Feinmechanik) und Michael Kösters (Trumpf) für ihre gemeinsamen Beiträge zur EUV-Lithografie mit dem Deutschen Zukunftspreis ausgezeichnet.